# Plectrocnemia eber
Plectrocnemia eber är en nattsländeart som beskrevs av Malicky och Chantaramongkol 1993. Plectrocnemia eber ingår i släktet Plectrocnemia och familjen fångstnätnattsländor. Inga underarter finns listade i Catalogue of Life.